# Microhyla sholigari
Microhyla sholigari é uma espécie de anfíbio anuro da família Microhylidae.

## Distribuição
É uma espécie endêmica da Índia, encontrada entre as altitudes de 600 e 1.800 m. É terrestre de serapilheira de áreas montanhosas, associada à vegetação ribeirinha (especialmente pastagens) em florestas tropicais sempre verdes úmidas. Também foi registrado em franjas de florestas levemente perturbadas.